# Lycodapus fierasfer
Lycodapus fierasfer är en fiskart som beskrevs av Gilbert, 1890. Lycodapus fierasfer ingår i släktet Lycodapus och familjen tånglakefiskar. Inga underarter finns listade i Catalogue of Life.